# INAXの商品
INAXの商品（イナックスのしょうひん）では、LIXILグループのLIXILによるブランド「INAX」の主な商品を取り上げている。

## トイレ
トイレは陶器部分をすべて抗菌仕様の「ハイパーキラミック」としている。住宅用では、これに防汚のために「プロガード」を施している。2016年4月以降には、「アクアセラミック」搭載仕様が登場した

### 住宅用
※が付く商品はリフォーム用「リトイレ」を発売。★付は超節水ECO6（大6リットル洗浄）対応。ECO6は新築用・マンションリフォーム用は2006年、住宅リフォーム用は2007年より採用。☆は超節水ECO5（大5リットル洗浄）対応。◎は超節水ECO4（大4リットル洗浄）対応。
- レジオ★
フラッグシップ商品として設定。特殊な釉薬の使用で黒い外観を実現した。エアドライブ式洗浄を採用して低騒音化も実現。2010年の上海万博では黄金の外装を施した本商品が展示された。シャワーは貯湯式。2016年4月生産停止。
- サティス※☆◎（マンションリフォーム用は★）
シャワートイレ一体型便器、ダイレクトバルブ洗浄、タンクレスなどの特徴を備える。初代は2001年、2代目は2004年（2006年よりECO6対応）、3代目は2009年より発売。「さらっと便座」「リラックスミュージック」「鉢内除菌（シャープが持つプラズマクラスター技術を利用）」などの装備も特徴的である。水圧が低い場所では利用できなかったが、2009年のモデルチェンジにあわせて低流動圧対応ユニットを内蔵したタイプを設定した。現行品は大洗浄5リットル、小洗浄4リットルのECO5となっている。2009年のモデルチェンジでは上位機種に節電機能を強化したWタイプを設定。CL（INAXデザインコレクション）商品。2011年には大4リットル・小3.3リットルのECO4タイプが追加された（ECO5タイプも併売）。2013年にはラインナップの拡大を行った4代目となり、Gタイプ・Sタイプ・Eタイプの3タイプ構成となった。3代目に近い形状のSタイプのほか、Sタイプより大型化し、パワードライブ式洗浄を装備した上位モデルのGタイプと、下位モデルのEタイプになっている。Sタイプ・Gタイプは瞬間式、Eタイプは貯湯式。
2011年5月には、フラッグシップ機種の「レジオ」で採用されているノーブルブラック（便器鉢内は通常品と同じピュアホワイト）を採用した「10周年記念モデル」を便器前出寸法（650mm）にちなんで650台限定で発売した。
2012年4月にはリフォーム向けタイプの「サティスリトイレ」に手洗器用の給排水管をトイレ用の給排水管と統合することで、手洗器用を新たに配管する大掛かりな床や壁の工事を不要にし、短時間でタンクレストイレへのリニューアルを完了できる「コーナー手洗器付」を発売した。
2015年2月には鉢内除菌機能搭載グレードを拡大し、GタイプにG5Aグレードを、EタイプにはE6グレードをそれぞれ追加した。
2016年4月にはサティスG・Sタイプがモデルチェンジ。5代目では衛生陶器が「アクアセラミック」に変更され、「パワーストリーム洗浄」と「エアシールド脱臭」が新搭載された。Gタイプは「10周年記念モデル」に設定されたノーブルブラックが新色としてレギュラー化。これにより、「レジオ」を吸収した。Eタイプはモデルチェンジされず、1代限りで生産停止。
2018年3月にはGタイプにブラウン系の新色ノーブルトープが追加され、3色展開となった。
- アステオ※★
シャワートイレ一体型便器。2代目サティスとデザインを同じくしたタンク付の最上位シリーズ。商品構成はサティスに準じるがシャワーは貯湯式。サイホン式洗浄。サティスの高い意匠性、機能性を持ちながら、水圧などの関係でタンクレス化が難しい場所に設置できるように開発された。サティスも低流動圧に対応するようになったことから位置づけが変わったため、2010年6月より商品名を「サティスアステオ」から「アステオ」に変更し、独立した商品となった。
  - サティスカラーズ/アステオカラーズ※★
2005年、INAX20周年を記念して限定販売された特別カラーのバージョン。機能部を赤や緑などに彩ったカラフルなモデル。2006年より一般商品として販売。2016年4月生産停止。
- エレシャス／リフォレ※★
2011年に下記Pitaの床排水モデルを名称変更した収納付シャワートイレ付便器。2014年8月にリトイレ仕様を「リフォレ」として発売され、現在は床排水タイプも「リフォレ」となってる。
- Pita※★
収納付きシャワートイレ一体型便器。サイホン式。アメージュV便器をベースにキャビネットタンクを取り付けたものである。2006年にはマンションリフォーム用（ワイドボルテックス洗浄）も追加された。2008年は手洗カウンター付、間口ワイドタイプが追加され、カラーバリエーションも増えた。2011年より床排水タイプが「エレシャス」に名称変更のため、床上排水のみの設定となった。
- アメージュZ※☆★◎
シャワートイレ一体型および組み合わせ便器がある。サイホン式洗浄。シャワートイレ一体型は「アステオ」の下位機種という位置づけができる。組み合わせ便器は普及型の主力商品である。2011年に「アメージュV」からのモデルチェンジにより、床排水モデルはECO5（大5リットル・小3.8リットル）になった（床上排水はECO6を継続）。
2015年4月には、水流をコントロールするディストリビューター技術とフチ面の1ヶ所に配置したワイド吐水口から広範囲に勢いよく流す「フチレスまる洗い洗浄」により、便器のフチをまるごと無くしたうえ、スリムな足元と便器側面の凹凸を覆うサイドカバーを付けた「アメージュZ（フチレス）」を追加した。フチレスタイプもECO5仕様である。
2016年4月には、「アメージュZ（フチレス）」がメインとなり、床上排水もフチレスとなり、シャワートイレタイプが「アメージュZAシャワートイレ」となったが、最廉価グレードのみで他のグレードは新たに発売された「プレアス」へ独立した。
- プレアス※☆
2016年5月発売。「アメージュZ（フチレス）シャワートイレ」の後継。洗浄方式は「サティス」と同じ「パワーストリーム洗浄」が採用されているが、ネオボルテックス式となっている。LSシリーズとHSシリーズが用意されており、違いはタンクでTOTOのGG/GG800シリーズとコンセプトは同じでグレード構成もほぼ同じである。「アメージュZシャワートイレ」にはなかったフルオート便座を搭載したグレードが設定され、「アクアセラミック」の採用と、プラズマクラスター方式の鉢内除菌機能が搭載された。
- マンションリフォーム用アメージュV※★
シャワートイレ一体型および組み合わせ便器で、ワイドボルテックス式洗浄。2011年に多くが「アメージュZ」にモデルチェンジとなったため当シリーズはマンションリフォーム用のみとなった。
- アメージュC★
シャワートイレ一体型便器および組み合わせ便器。上記各モデルが大型便器なのに対し、標準サイズの便器。ネオボルテックス式洗浄。シャワートイレ一体型タイプはアメージュZの発売と同時に生産終了し、2014年度から一般洋風便器に「格下げ」されている。
- 一般洋風便器（防露便器排水芯可変タイプ）
2006年度までコンパクトリトイレと称していたシリーズ。アメージュCと同じサイズのリフォーム用便器で、サイホン式洗浄。標準サイズで大8リットル洗浄のためか、一般洋風便器に「格下げ」された。2013年ごろに生産終了。
- 一般洋風便器（サイホンゼット式便器）
2006年度までアメージュGと称されていたサイホンゼット式洗浄の大型組み合わせ便器。INAXではサイホン式による6リットル洗浄へ移行したためか（本シリーズは大10リットル洗浄）、これも一般洋風便器シリーズに「格下げ」された。2011年ごろに生産終了。
- 一般洋風便器(C-4R･C-P13S･C-P13P･C-19)
- トイレーナR／F（簡易水洗式便器）
簡易水洗式の便器。Rは洋風、Fは和風である。レバー式洗浄。
- 和風アタッチメント
和風両用便器を洋風便器に簡易改造できるパーツ。

### 非住宅（パブリック）用
- センサー大便器★
「サティス」と同じダイレクトバルブ・自動洗浄付き。リフォームにも対応。シャワートイレ一体型（シャワートイレなしも設定）。2009年より床排水用は6リットル洗浄化（壁排水用は6リットル洗浄にはせず、大8リットル洗浄）している。擬音装置付きもある（擬音装置の説明は下記参照）。また「サティス」では設定されない車いす仕様も用意されている。2015年4月生産停止。
- パブリック向けタンクレストイレ★
センサー大便器の後継品で、サティスEシリーズがベースとなっているが、機能部はシャワートイレPAに準じているため男性用・女性用が用意されており、女性用にはビデ・擬音装置搭載である。また暖房便座タイプ・普通便座タイプも品揃えしている
- パブリック向け超節水床置大便器★
住宅用と同じ6リットル対応の大便器。2010年より発売。
- 壁掛式洋風便器★
床上排水タイプ。ネオボルテックス式洗浄。ライニングと組み合わせることができるため、システムトイレでの採用が多い。フラッシュバルブなどの選択の幅が比較的広い。
- 一般洋風便器
用途に応じて様々である。主力はサイホンゼット式である。
- 掃除口付洋風便器（壁掛式のみ★あり）
便器内に物が詰まった際に（いたずらなども含め）、中を開けて取り出すことが出来るように設計した便器。従来は床排水便器のみであったが、壁掛洋風便器も2007年より発売されている。
- 和風便器（両用便器、専用便器）
かつては主力だった和風便器も、現在ではパブリック向けが主流になっている。専用便器には、掃除口付や便鉢長さを伸ばした大型タイプがラインナップされる。現行品はいずれも洗い出し式。
- センサー一体型ストール小便器
2014年2月発売。スプレッダー（水の出口）の構造工夫により洗浄水量1Lを実現したほか、使用状況に応じて洗浄水量を自動で変更し、さらに、一定の使用間隔が開くと排水管内の尿石付着を抑制する設備保護洗浄機能も備えた「スーパーAI節水」を搭載した。また、水力発電機を内蔵し、主電源回路と予備用バックアップ電池の採用により外部電源を不要にした「アクアエナジー仕様」も設定される。
- 小便器
- オートフラッシュC／流せるもんU 
パブリック用の自動洗浄ユニット。節水制御も可能。新設用と後付用がある。
- 擬音装置
センサーに手をかざすことで、流水音を一定時間流す装置。用便音を他人に聴かれたくないために水を流しながら用便をする女性が多いことから、これを使う事で水を流す回数を減らしてもらい、節水につなげるもの。TOTOでは「音姫」が同種の商品である。この機能はシャワートイレPシリーズとセンサー大便器の女性用機種にも搭載している。
- 施設用便器
  - 障害者用便器(C-35、C-35K)
要介護者が使用しやすいように前後に長い形状をした特殊な便器。車椅子対応と一般タイプがある。
  - 車椅子対応便器
車椅子からの移乗に対応して座面を上げた洋風便器。
  - 低リップ大便器
小学生などが使用しやすいように座面を下げた洋風便器。
  - 幼児用便器
幼稚園や保育園など幼児が使用しやすいように設計した小型の便器。2010年に小便器に壁掛式の新機種を追加設定。
  - 特殊大便器（C-161）
刑務所用、和風便器から前盾を無くしたもの。注文生産品。
- パック商品
  - システムトイレ
  - 車椅子トイレパック
  - 壁掛大便器パック
  - ノセルカウンターパック
  - 壁掛小便器パック

### 便座
- シャワートイレシートタイプ（温水洗浄便座）
  - PASSO
2002年に初代のE30型を発売。TOTOのアプリコットに非常に似たデザインとなっている。2011年当時は上位機種は節電機能を強化した「Wタイプ」で、瞬間湯沸かし式。リモコン付で、便器の自動洗浄にも対応。さらっと便座などサティスにて先行した機能も備える。下位機種は貯湯式で、継ぎ目のないキレイ便座を採用。2013年にモデルチェンジを行い、すべての機種が瞬間式となったほか、便座や便ふたに断熱材を内蔵して保温力を高めた「省エネ便座」となった。上位機種のEA14グレードにはシャープのプラズマクラスターを用いた鉢内除菌機能を搭載。
2017年10月にモデルチェンジ（EA20型）され、全ての機種の脱臭機能を5代目「サティス」と同じ「エアシールド脱臭」となり、リモコンは日本レストルーム工業会が策定したトイレの標準ピクトグラムに対応。EA22/EA23/EA24グレードには「ノズル除菌」も搭載された。
  - Kシリーズ
貯湯式、本体スイッチ式。リモコンは別途対応。豊富な洗浄水量が特徴で、2011年モデルからキレイ便座となった。K43・41はKBシリーズにモデルチェンジする形で2013年生産停止。
  - KA・KBシリーズ
2013年2月発売。KAシリーズは壁リモコン式、KBシリーズは本体スイッチ式（壁リモコン対応可能）。便座の表と裏を接着するときにできる継ぎ目を無くした独自技術の「キレイ便座」を採用し、便座裏には防汚効果がある素材を使用。ノズル周りは汚れがかかりにくい位置に配置した「スッキリノズルシャッター」を搭載し、ノズルの先端を交換できる「ノズル先端着脱」を新たに採用した。温風乾燥なしタイプのKA21/KB21グレード、温風乾燥搭載タイプのKA22/KB22グレードの2タイプが用意される。
2015年2月にはこれまで上級機種の「パッソ（EA14グレード）」のみに搭載されていた鉢内除菌機能を搭載したKA23/KB23グレードを追加発売した。
  - PA・PBシリーズ（パブリック用）
貯湯式、PAシリーズは壁リモコン式、PBシリーズは本体スイッチ式。女性用と男性用がある。女性用はビデと擬音装置が設置され、男性用はそれが省略されている。
  - スリムタイプ（パブリック用）
PASSOのパブリック向商品。上位機種はEA11、下位機種はKA21グレードをベースとする。
  - ホテル用U・U3E・US・UHシリーズ
ホテル用はユニットバスの給湯配管を利用してお湯を供給する。U3Eシリーズは、無電源タイプでシャワートイレおよびビデ機能に絞ったタイプ（電源がないので暖房便座機能がない）。
- 暖房便座・脱臭暖房便座
- 普通便座・親子便座(便ふたに代わり幼児用便座が付く)
- リフレッシュサティス
2010年4月発売。「サティス」の交換用機能部。初代モデルと2代目モデルで交換が可能で、既存の機能部を取り外して本品に載せ替え、止水栓と給水ホースを交換するだけで使用でき、3代目モデルに搭載されているおしりワイドS洗浄、おしりマッサージ洗浄、スーパーワイドビデ洗浄、スッキリノズルシャッター、ノズルそうじ、省エネ暖房便座（SS8Eグレードのみ）/キレイ便座（SS5/SS6グレード）を備えたトイレにバージョンアップできる。
2016年4月より若干仕様が変わったが、リモコンなど一部がグレードダウンされている。(リモコンはシャワートイレKAなどと同一である)

### トイレ用関連商品
- 流せるもん
リモコン自動洗浄ハンドル
- おしリフト（便座昇降装置）
特に高齢者など便座への立ち座りがつらい人のために、便座にリフトを付けて補助するようにしたもの。
- 補高便座
シャワートイレまたは暖房便座と一体化した補高便座。座面を高くして立ち座りを助ける。
- 便座交換キット
シャワートイレ一体型便器の取替用シャワートイレ。2006年新発売。
- 大型壁リモコン
シャワートイレの操作盤を大型化したもの。流す機能も備える。
- マルチボールタップ
取替用のボールタップ。INAX製・TOTO製の大多数の機種に対応。
- マルチハンドル
取替用の洗浄ハンドル。INAX製・TOTO製の大多数の機種に対応。
- セラミックトイレフロア
トイレ用の大型床タイル。防汚加工を施している。

## 手洗器・洗面器

### トイレ手洗
- セレビオ／ベッセルタイプ、アークタイプ、ストレートタイプ
収納付手洗器シリーズの最高級モデル。3タイプがある。ベッセル・アークは陶器の手洗器、ストレートは人造大理石カウンター一体型の手洗カウンター。下部にキャビネットが組み込まれている。
- キャパシア
2009年〜。キャビネットと手洗器を組み合わせることで様々なパターンに対応できるセミオーダーモデル。
2006年〜。キャビネット一体型の壁付手洗器の高級タイプ。「ほのかライト」付手すりカウンタータイプもある。カウンター付は1,500mmサイズのみ。
- コフレル
2011年〜。キャビネット一体型の埋込手洗器。「ほのかライト」付手すりカウンタータイプもある。カウンター付は1,200mmと1,500mmサイズ。採用した。
- スリム／DA66タイプ
2006年〜。キャビネット一体型の壁付手洗器の普及タイプ。カウンター付も選べるが、温水タイプはラインナップされていない。
- アクアフィット
2007年登場。手洗器一体型カウンター。アクアデッキCの後継品。キャビネット付のほか、キャビネット部分を無くした壁給排水のフロートタイプもある。
- マーベリイナカウンター手洗タイプ
- コーナー手洗キャビネット
- 化粧棚付コーナー手洗器
- 狭小手洗シリーズ（33／35タイプ）
  - 丸みを帯びた33タイプと角形の35タイプがある。33タイプにはカウンター付があったが2011年廃番。
- コンパクト手洗キャビネット
- 壁付手洗器
- 埋込手洗器
- 一般手洗器
- 釉の美シリーズ手洗器

### 洗面器
- サティス洗面器・コンパクト洗面器
トイレ・サティスと関連性を持たせたシリーズ商品。SUITEROOM、フリーコレクション（後述）にも採用される。角形の洗面器形状で、壁付タイプからフレーム脚付タイプ、カウンター置き（ベッセルタイプ）など様々なバリエーションを用意する。
- 一般洗面器（ハイバックガード付、壁付、ベッセル式、オーバーカウンター式、アンダーカウンター式、フレーム式）
以前は住宅向けも多かったが、組み合わせタイプのため、近年はパブリック用途が多くなっている。ベッセル式はカウンター上に置くタイプ、オーバーカウンター式はカウンターに被せるように埋め込むタイプ、アンダーカウンター式はカウンター下に収まるタイプ、フレーム式はカウンターと洗面器のつなぎ目に金属フレームを入れるタイプ、ハイバックガード付は壁付タイプで、壁の部分に水がかかりにくくするための立ち上げを設けたものである。
- 多機能洗面器ジェットボウル
2006年6月〜。水石鹸供給栓・自動水栓・乾燥機能（ハンドドライヤー）を一体化した洗面器。オフィス・店舗向け。
- ノセルカウンター スラント
荷物置場となるドライエリアを設置し、本体を傾斜したカウンター一体型洗面器。オフィス・店舗向け。

### ユーティリティ
- 多目的流し／流し／コンパクトシンク
汚れ物の下洗いや野菜の泥落とし、掃除の際のバケツへの水汲み・排水などに使える流し。
- 洗濯機パン

## 洗面化粧台

### スタンディングタイプ
- ルミシス
2014年4月発売。カウンターに人工大理石の新素材「ラピシア」を採用し、陶器製洗面器を組み合わせた最上位グレード。なお、カウンターに木製を採用した「ベッセルタイプ」も設定される。
2017年3月に「ベッセルタイプ」をリニューアル。陶器製洗面器をサポートボード付属の「ワイドスクエアボウル」となり、併せて、トイレの「サティス」や「プレアス」で採用済みの「アクアセラミック」も採用。照明スイッチはセンサー式の「タッチレススイッチ」となり、ベースキャビネットは従来からのセミオープンセットに加え、座り使い対応のフルオープンセットや収納キャビネット仕様のフルセットが追加された。
2018年3月に「ボウル一体タイプ」をリニューアル。ミラー下部にLED照明が搭載され、「ラピシアカウンター」に新色2色を設定。スマートポケットや小引出を装備した座り使い対応のフルオープンセットや、アイテムを厳選してパッケージ化した「ルミシス セレクト」が新たに設定された。
- ミズリア
2012年発売。以前発売されていたサンウェーブブランドのシステムキッチン「サンヴァリエ<アミィ>」に採用されている扉裏収納を洗面化粧台用に改良した「ミニパたくん」を装備した座り使い対応のニースペースタイプを設定。また、扉/引出タイプやフルスライドタイプにもスマートポケットを設定したほか、ミラーキャビネットにはくもり止めコートに加えてLED照明も搭載し、正面のハンドル位置を水に設定した省エネ設計の水栓「エコハンドル」も装備。
- L.C.＜エルシィ＞/コンポタイプ
ユーティリティの機能性も持たせたモデル。人造大理石のカウンター一体型洗面器。2013年2月にモデルチェンジ。「ミズリア」・「ラルージュ」同様に「ソコまで てまなし排水口」を新搭載し、ミラー裏収納には「トレイアレンジ」が採用された。
2016年4月にモデルチェンジ。水栓は取付部を隠したホース収納式「キレイアップ水栓」に変更するとともに、「ルミシス」で採用済みの「タッチレス水栓ナビッシュ」と貯湯ユニット搭載の「即湯水栓」が搭載された。カウンターもバックガード・水面ボウル一体型の「キレイアップカウンター」に変更された。本体収納キャビネットの下段は収納量を増やした「ひろびろストッカー」となり、上段2種+下段4種を組み合わせるトールキャビネット「アレンジ収納」も設定された。
- ドゥケア・カウンター
高機能とデザイン性を両立した高齢者向け化粧台。従来から、高齢者施設の居室や共用スペース向けに車椅子対応ストレート（コンポタイプ・フリータイプ）をラインナップしていたが、2015年5月に在宅介護用にラインナップを強化し、住宅の洗面化粧台にも対応できる車椅子対応ラウンド・コンポタイプと自立歩行者向け・コンポタイプの2タイプを加えた。
- ピアラ、ピアラ-DS
人造大理石タイプの洗面器を装備した化粧台。2013年2月にモデルチェンジ。「ミズリア」・「ラルージュ」・「エルシィ」同様、磁石の反発力を利用した新機構の採用によりこれまで必要だった突起物を無くし、底を浅くした「ソコまで てまなし排水口」を新搭載し、ミラー裏収納には収納物に応じてトレイの高さが変更できる「トレイアレンジ」を採用した。
- エスタ
コンパクトサイズの洗面器一体型カウンタータイプ。2015年2月に寝室や玄関など、住まいの様々な場所に水場を設置できるコンパクト・ドレッサーとしてリニューアル。従来からのボウル（洗面器）一体型に加え、木製カウンターと陶器製洗面台を組み合わせたベッセルタイプが新たにラインナップされたほか、水栓は正面のハンドル位置を水に設定した「エコハンドル」に変更。ボウル一体型タイプには「ソコまで てまなし排水口」も搭載された。なお、奥行が小さいコンパクトサイズなため、狭小住宅やマンションには小型の洗面化粧台としてリフォームすることも可能である。
- リフラ
主に壁掛け洗面器からのリフォームや2階などのセカンド洗面（2台目の洗面化粧台）用として設計されたスリムキャビネットタイプ。2015年5月に奥行370mmの超コンパクト・ドレッサーとしてリニューアル。洗面器を深型にし、水栓は正面のハンドル位置を水に設定した「エコハンドル」仕様のシングルレバー混合水栓（グースネックタイプ）を設定。また、扉はミドルグレードでLIXIL共通の木目色「クリエカラー」を新たに設定したほか、1面鏡には木枠付が新たに設定され、ミラーと組み合わせて使用するミドルキャビネットも新たに用意された。
- オフト
陶器製大型洗面器を使用した普及タイプ。狭い間口にも対応。2012年6月に、奥行を500mmに短縮したことで0.75坪の極小洗面室にも対応できるようになったほか、取付時に高さを10mmピッチで調整できる「アジャストミラー」を装備したリフォーム向け洗面台としてリニューアル。併せて、水栓金具を正面のハンドル位置を水に設定した「エコハンドル」仕様に変更し、排水口は髪の毛が取れやすく、凹凸が少ない構造とした「ラクとれヘアキャッチャー」を装備した。
- エモア
2009年発売。陶器製洗面器と木製のキャビネットを組み合わせたタイプ。CL（INAXデザインコレクション）商品。
- ライフデザインドレッサーLX
2011年発売。キャビネットを浮かせたのが特長。人造大理石のカウンター一体型。
- ラルージュ／コンポタイプ
2007年発売。収納部分を動かすことで踏み台になったり、座って化粧などができるニースペースに変化するカラクリスライドが特徴。2013年2月にモデルチェンジ。「ミズリア」同様、磁石の反発力を利用した新機構の採用によりこれまで必要だった突起物を無くし、底を浅くした「ソコまで てまなし排水口」を新搭載し、ミラー裏収納には収納物に応じてトレイの高さが変更できる「トレイアレンジ」を採用した。
- きらめきW
陶器製洗面器と人造大理石カウンターの高級洗面モデル。

### フリープランタイプ
- ラルージュ／システムタイプ
洗面器一体型タイプと洗面器別体型タイプ（陶器洗面器とカウンターの組合せ）がある。
- L.C.＜エルシィ＞／システムタイプ
- マーベリイナカウンター
人造大理石カウンター。主にパブリック向けで、カウンター用洗面器を別途組み合わせる。
- グラスティカウンター
人造大理石グラスティ素材（浴槽にも採用）を使用した洗面器一体型カウンタータイプ。

## アクセサリー

### 住宅用
2007年は木目デザインの統一を図り、3種類のカラーをシリーズを通して採用した。
シリーズはTFシリーズ、TIシリーズ（Sタイプ、Gタイプ、Cタイプ）、MCシリーズ（Kタイプ、Hタイプ）、Wシリーズ、Pシリーズ、エルノスシリーズ、プレノスシリーズ、テネラシリーズ、スタンダードシリーズ
- 紙巻器（各シリーズ）
- タオル掛け・タオルリング（各シリーズ）
- 手すり（KMタイプ、KSタイプ、木製手すり、後付け棚手すり、アクセサリーバー）
- 前方ボード付手すりカウンター
- トイレ収納棚（各シリーズ）
- 化粧鏡（各シリーズ）
- フリーコレクション
組み合わせ収納、化粧鏡やサティス洗面器・コンパクト洗面器との組み合わせに対応カウンターなどをラインナップ。
- 住宅用火災警報機（ニッタン製OEM）

### パブリック用アクセサリー
- 紙巻器
- ペーパー便座カバーホルダー
- ペーパータオルホルダー
- 灰皿
- ハンドドライヤー スピードジェット
2007年は壁掛上挿入タイプがマイナーチェンジ（カラー追加と性能向上）。2010年からは完全に新しいタイプに変更。他に壁掛コンパクトタイプがある。
- ベビーキープ
トイレブース内にて赤ちゃんを座らせておくことのできる椅子。
- ベビーシート
赤ちゃんのおむつ替などに使用するベッドタイプ
- ユニバーサルシート（コンビウィズ製品のOEM）
車椅子の人が便器と車椅子の移乗に使用したり、赤ちゃんのおむつ替えなどに利用可能な収納形シート。
- チェンジングボード（コンビウィズ製品のOEM）
床に引き出して、トイレブース内での着替えができるようにした収納式の台。

## 浴室

### 浴槽
※印は気泡浴槽（あわリズム）に対応
- XSITE浴槽リゾートコレクション
形状などにデザイン性を凝らしている。当シリーズは株式会社ウェルランドのOEM品である。XSITEについては後述。
- イデアトーン浴槽※
2007年6月発売。スタンディングタイプを含めた高級タイプ。形状もオーバル、角形などがある。素材は人造大理石イデアトーンを使用。
- アーバンシリーズ
イデアトーンと同等のデザイン・仕様。洋風のスタンディングタイプと、XstageIMシリーズがある（XstageIMはかつては様々な商品展開をしていたが、現在は浴槽のみになっている）。
- グランデベーシックシリーズ
ポリエステル系人造大理石を使用、比較的大型のタイプ
- シャイントーン浴槽
2006年6月発売。人造大理石シャイントーン素材使用。和洋折衷の普及タイプ。2012年4月に普及価格帯の在来浴室向け浴槽初の高断熱浴槽「サーモバスS」仕様となる。
- グラスティN浴槽
2006年6月発売。グラスティ素材を使用した和洋折衷の普及タイプ。「シャイントーン浴槽」同様に、2012年4月に普及価格帯の在来浴室向け浴槽初の高断熱浴槽「サーモバスS」仕様となる。
- 高齢者配慮浴槽
シャイントーン、グラスティNシリーズにラインナップ。移乗スペースを設置している。
- ポリエック
集合住宅向けベターリビング商品。カラーはアイボリー（注文生産でブルーも可）のみ。
- ポリーナ
公営団地や古い木風呂の取替用和風風呂。カラーはブルーのみ。
- ニュージーニアル
- イナスバス、クレアシオンII
1980年代に発売した「イナスカラー」と呼ばれる濃い青と赤の浴槽。イナスカラーはかつては便器や洗面器などにも展開したが、現在は浴槽のみとなっている。クレアシオンIIは、コーナー置きタイプである。
- 洋風バス
- 大型バス
業務用の大型浴槽
- ホールインワン浴槽
バランス釜付風呂の取替に対応。風呂釜を小型化し、バランス釜の分だけ浴槽を広く出来る。
- ユニバス
浴室の下部（浴槽と浴槽より下の床壁）をユニット化したもの。

### 浴槽関連商品
- 気泡浴槽
気泡を発生させる装置。浴槽と組み合わせる。
  - あわリズム
- シャワーユニット
- シャワー・ド・バス
シャワーを全身に浴びることで、温浴効果を高める機能を持たせている。浴槽への入浴の代用や介護にも利用可能。システムバスルームにもオプション設定あり。
- ポリフロアー・風呂フタ
- 浴室用アクセサリー

### システムバスルーム
- スパージュ
2014年8月発売。ハイグレードクラスのシステムバスルーム。「サーモバスS」を標準搭載した浴槽は6種類を設定し、一部タイプに循環式の「アクアフィール（肩湯/ジェット機能）」を搭載。また、本体内に残った水と配管内の初期冷水を排水する吐水口を設けた「オーバーヘッドシャワー」や「エコフルシャワー」の吐水技術を応用した「打たせ湯」機能を装備した「アクアタワー」を一部タイプに採用した。また、家電メーカーのシャープと共同開発した32型浴室テレビ「アクアシアター」や車載音響機器メーカーのクラリオンとの共同で浴室専用に音響チューニングを行った「フルデジタルサウンドシステム」が用意されたほか、既存の浴槽サイズを変更することなく入れ替えが可能な1216サイズを一部タイプに設定しており、建物の種類（戸建住宅・マンション）や新築・リフォームを問わず対応可能である。
2016年4月にリニューアルされ、「マルチボード」の採用、エアーレスジェット水流の「サイレントジェット」の採用、「アクアシアター」の「AQUOS.jp」への対応化が行われたほか、サイズバリエーションを拡充され、「アクアフィール」は小型サイズの新開発により、全てのサイズで「アクアフィール（肩湯）」の搭載が可能となった。
2018年3月にモデルチェンジ。照明に調光調色機能が追加され、一部タイプに設定の「アクアタワー」のオーバーヘッドシャワー部にライトを配置した「アクアタワーライト」を追加。従来からの大開口窓を室内側にも配置した大開口室内窓の追加設定、ブラック仕様の追加、1717サイズの追加設定が行われた。
- リモア
2015年4月に発売されたLIXIL製で初となる戸建住宅リフォーム専用システムバスルーム。「スパージュ」や後述の「アライズ」にも設定されている「キレイ浴槽」・「くるりんポイ排水口」・「キレイサーモフロア」・「キレイドア」・「サーモバスS」・「エコフルシャワー」といった機能を基本仕様の「スタンダードプラン」にすべて標準装備したほか、4種類のこだわりプランも設定（一方で、「サーモバスS」・「キレイドア」・「エコフルシャワー」のみを装備した廉価仕様の「シンプルプラン」も用意される）。サイズも9種類を設定し、天井高さも3種類から選択可能。また、浴槽のラインナップには「アライズ」にも用意されている2種類のロング浴槽（1600ロング浴槽/1200ロング浴槽）を設定したほか、「スパージュ」にも採用されている「フルデジタルサウンドシステム」も設定するなどオプションアイテムも充実している。さらに、リフォーム専用設計として、床高さは4種類あるボルト脚を変えることで調整可能、既設の排水管が浴槽側にあっても配管接続が容易になる排水管キットや、マンションリフォーム用の「リノビオV」にも採用されているフィラー付折戸を用意している。
- アライズ
「キレイユ」に替わって2015年4月に発売された新築戸建住宅用システムバスルーム。浴槽は底面長辺をラインナップ内最長の1,153mmとし、肩周りをワイドにした1600、コンパクトサイズながら底面長辺を1,007mmに拡張するとともに、アームレストを装備した1200の2種類のロング浴槽を新たに設定したほか、水栓もタイプにより、メタルマット調の「クランクレス水栓」、コンパクトサイズの「ライトプッシュ水栓」、カウンター一体型の「プッシュ水栓」を新たに設定したほか、オプションでグローエブランドの「壁付サーモ水栓(GB)」も一部タイプに設定。また、「キレイサーモフロア」の新色追加や壁パネルのバリエーションの強化、新アイテムの追加を行った。
2017年3月にモデルチェンジ。平天井やボルト脚が内組式に変更されたほか、一部タイプ（Zタイプ・Mタイプ・Kタイプ）において、シャワーヘッドをグローエ社との共同開発による「レインO2シャワー（ユーフォリア）」に、シェルフをコーナー配置にそれぞれ変え、カウンターは大型化して着脱可能とした「まる洗いカウンター」が採用された。
- ソレオ
集合住宅（マンション）用システムバスルーム。2014年11月にモデルチェンジ。タイルパネルのラインナップを刷新したほか、鋼板パネルや「キレイ浴槽」に新色を追加し、メタル調のアイテムを拡大した。
- リノビオV
2012年9月発売。「キレイ床」・「サーモフロア」・「くるりんポイ排水口（凹凸が少ないシンプル形状に改良した新型）」・「サーモバスS」を全タイプ標準搭載したマンションリフォーム用システムバスルーム。
2013年9月にモデルチェンジ。浴室サイズを新たに4種類加えて11種類に拡充されたほか、カウンター一体型水栓を採用した「Sタイプ」を新設。浴槽もストレートライン・ラウンドライン・アーチライン・エコベンチ・ワイドの5種類から選択可能となり、オプションの追加も行った。
2014年8月に2度目のモデルチェンジ。「キレイ浴槽」や壁パネルに新色を追加したほか、オプションアイテムのラインナップも追加を行った。また、フリーサイズ梁パネルの対応範囲拡大や、ドア位置がずらせるフィラー付折り戸が新たに用意された。
2015年4月にリニューアル。戸建住宅用の「リモア」や「アライズ」にも採用されている2種類のロング浴槽（1200ロング浴槽・1600ロング浴槽）を設定したほか、浴槽とドレッサーカウンターを人工大理石で統一し、プッシュ水栓・メタルバスケット・ダウンライトを標準装備した「Kタイプ」、浴槽ラインとつながるデザインの新型カウンター「スムースカウンター」や深型タイプの収納ポケット「スムースポケット」を3段標準装備した「Qタイプ」、モザイクタイル（3色から選択可）を採用した「Dタイプ」の3タイプを新設。併せて、浴槽を壁パネルに乗せる構造とすることで浴槽パンと床（洗い場パン）を分割化した「新フレーム分割構造」を採用し、ドア横壁パネルに200mmを新設した。
2018年3月にモデルチェンジ。工場であらかじめ壁穴加工が施され、排水トラップには適正トルクまで締め付け位置が達するとアタッチメントが外れる構造の「トルクリミッター」を追加。浴槽は人工大理石の「ルフレトーン浴槽」に変更となり、「アライズ」で採用済みの「レインO2シャワー（ユーフォリア）」や「まる洗いカウンター」も採用された。
- リノビオフィット
2017年3月発売。既存の「リノビオV」のシリーズ品で、浴槽エプロンをラウンド形状とし、カラーバリエーションは浴槽、床・エプロンは各3色ずつ、壁は16色設定している。また、浴槽と洗い場床を分割化した2分割構造が採用されている。
- 各種施設用ユニットバス　ドゥケア・ユニット
病院や介護施設用に開発。トイレ付ユニットもある。
- ユニットバスルーム（アパート用、ホテル用）

## 水栓金具

### 洗面・手洗用水栓
- ジュエラ
- デラ
- e-モダン
- アウゼ
- ビーフィット
- 吐水口回転式水栓
- 釉の美・創の美シリーズ
釉の美手洗器に合わせた水栓。
- 自動水栓オートマージュ
センサーが手を感知して湯水を吐水する。2006年は湯水切替タイプが追加された。自己発電機能を備えた「アクエナジー」仕様も設定。2008年はグースネックを改良した。2010年は新デザインのオートマージュGとオートマージュCが加わった。
- セルフストップ水栓
ボタンを押すと一定量吐水後に自動止水する水栓。
- 一般水栓（シリーズに分類できない水栓）
- オートソープ（自動水石鹸供給栓）
- 水石けん供給栓

### 浴室用水栓
- シャワー・バス水栓
  - ジュエラ
  - アウゼ
  - エスパーサ
  - ヴィラーゴ
  - アステシア
  - ビーフィット
  - ミーティス
  - プレッツォ
- シャワーパネル アクアネオ
  - オーバーヘッドシャワー、ボディシャワー、ハンドシャワー、フットシャワー、給湯吐水口を一体化したシャワーシステム。

### 台所用水栓
- ナビッシュ
タッチレス自動水栓、2006年に浄水機能付きも発売。2007年は吐水口メタルカラーおよびセンサー部のデザインを変更したモデルを追加。
- オールインワン浄水栓
浄水器付混合水栓。ワンホールタイプはホース引き出し付。
- アウゼ
- eモダン
- クロマーレ
ビーフィットの商品（一部を除く）をモデルチェンジ。分岐吐水口を備え食器洗い乾燥機対応としたタイプも設定。
- ノルマーレ
シーフィットの商品（一部を除く）をモデルチェンジ。
- ビーフィット
- シーフィット
- グースネック
- エスプリイナ
- 一般水栓
- 浄水器専用水栓
- 電気温水器用（熱湯用）水栓
- フットスイッチ
足で踏む事で吐水止水ができる。キッチンのほか洗面化粧台にも取り付け可能。
- ユーティリティ水栓
- 洗濯機用水栓金具

### その他水栓
- ペット用水栓柱
ペットの足洗い・シャンプーに向けて屋外でお湯が使えるようにした混合水栓。
- 各種水栓金具
  - 横水栓
  - 自在水栓
  - 洗眼水栓
  - 水飲水栓
  - 逆止弁付止水栓
  - 分岐水栓
  - 湯側開度規制付シングルレバー混合水栓
  - 自動接手
  - 化学水栓
  - 医科水栓
    - 手かざし水栓
    - センサー式自動水栓（埋込タイプ）

  - 足踏み式水栓
  - レバー式水栓

- ケアサポート水栓
便器でしびんや汚れ物洗いが可能にした水栓金具。

## 給湯機器
- 電気給湯器
  - ゆプラス

小型電器温水器、洗面所、トイレ手洗向け即湯システム。
- ほっとエクスプレス
2006年〜、小型即湯システム、魔法瓶の原理を応用。
- エコキュート
自然冷媒CO2ヒートポンプ式給湯器。コロナOEM製品。

## 各種施設用機器など
- オストメイトパック
人工肛門（ストーマ）を設置した人が排泄物を溜めるパウチの洗浄などができるようにした設備。専用汚物流しと必要な部材、ライニングをセットしたもの。
- 汚物流し
オストメイト向けのほか、介護施設・病院などでの汚物処理のために設置される。便器同様、洗落しもしくはサイホンゼット式の洗浄が可能。
- 水まわりキャリー
- 各種施設用手すり
- 掃除用流し
- 実験用流し
- 幼児用バス

## XSITEシリーズ
XSITEは「エクサイト」と読む。輸入製品を中心（国産の高級品もある）に、デザイン性や芸術性を重視した製品をラインナップ。XSITE浴槽は、他のXSITE商品とは扱いが異なり、専用カタログやサイトには掲載されていない。
- 便器（大便器、小便器）
- 洗面器
- 手洗器
  - 産地別シリーズ
日本各地の名窯が作る手洗器。信楽焼、有田焼、備前焼、美濃焼、益子焼、およびINAXの本拠地である常滑焼がある。
  - 国内外からの製品が多数（日本では鳴海製陶や、建築家とINAX実験工房のコラボレーションによる「波工房」シリーズなどがある）
- 筆の美・京絵付けシリーズ
  - 京都・清水焼の絵付け師が7種類の絵柄を便器・洗面器・手洗器に施したシリーズ。
- アクセサリー
  - 紙巻器
  - タオルリング
  - タオル掛
  - 化粧棚
- 水栓金具
  - 洗面用／手洗用
  - 浴室用

## 住宅設備機器その他製品
- SUITEROOM
トイレ、浴室、洗面所トータルコーディネート。システムバスでは採用しにくいタイルの壁や床が選べるのも特徴。
- アーバントイレ
- システムトイレ
- システムトイレV-set
便器、洗面器、ライニングユニットなどをシステム化し、器具を工場で生産。現地で組み立てる。工期の短縮とメンテナンス性の向上が可能。
- 浄化槽
- システム配管 ハイカンパック

## タイル・建材関連
- 健康建材
  - エコカラット（内装用タイル。消臭や湿度調節、シックハウス症候群を防ぐ機能がある）
- 内装壁タイル（抗菌仕様はキラミック）
  - インテリアモザイク
  - ミスティキラミック、ミスティネオ、半磁器タイル
  - ジュエリーモザイク
  - CL（INAXデザインコレクション）
    - スレートストーン、ホワイトレリーフ、ボテージャ、バサラード、ライオクォーツ、シルクブラン
- 内装床タイル
  - サーモタイル
  - プレイン50
- 外装壁タイル（防汚仕様はマイクロガード）
  - ひいろタイル
  - ジオクラシコデュオ、ロカクラシコ
- 外装モザイクタイル（防汚仕様はマイクロガード）
  - マイクロガードスタンダード
  - レイツロックアルファII
- 大形建材
  - ニューアガトス
  - オデッサ（テラコッタルーバー）
- 外装床タイル（防汚仕様はマイクロガードフロア）
  - ピアッツアOX
  - デザレート、デザレートコット
- 住宅外壁（防汚仕様はナノ親水）
  - ベルパーチ
  - エクセリア
  - ラグナロック
  - はるかべくん
  - SUITEWALL
  - リタイル
- セライージー（置き敷きタイル）
- アーストン
  - グラニット（花崗岩）
  - マーブル（大理石）

## その他製品
総合カタログには掲載されていないが、販売されている商品（デベロッパー・住宅メーカー向けなど）。
- 便器
  - ベーシア
アメージュVと同等品であるが、Pitaと同じキャビネットタンク付きも含まれる。
- シャワートイレシートタイプ
  - RV・RS・RKシリーズ
家電量販店、ホームセンター向け専用モデル。エンドユーザーが自分で設置可能なパーツを同梱。INAXの総合カタログや同社公式サイトには掲載されていない。専用カタログが販売店に置かれている。
- ユニットバス
  - PCX
一部のショールームでも展示されている。
- 浄化槽
  - 総合カタログの掲載からは消えたが、現在も浄化槽システム協会の会員である。
- 汚水処理施設
  - 総合カタログとは関係ないが、汚水処理施設も手掛けていた。
- 建築関係を中心とした書籍
  - 現在の「LIXIL出版」は、元々INAXの出版事業である。（2020年で新刊の発行を、翌年秋に出版事業をそれぞれ終了し、既刊の書籍についてはトゥーヴァージンズにて流通・販売している[1]。）

## 廃番商品
- トイレ
  - アメージュM（シャワートイレ一体型便器、2006年）
  - リラステージiシリーズ（収納・手洗一体型便器、Pitaのラインナップ拡大が代替品。2008年）
  - Pita（床排水のみ、2011年）
  - アメージュV（マンションリフォーム用以外、2011年）
- 手洗器
  - 手洗器付埋込収納棚ウッディー／Cシリーズ（スリム／ウッディータイプが代替品。2007年）
  - アクアデッキC（アクアフィットが代替品。2007年）
  - クラリス手洗タイプ（2007年）
  - iシリーズ手洗器（スリム／DA66タイプが代替品。2006年）
  - スリム／DA66タイプ（コフレルが代替品。2011年）
  - スリム／ウッディータイプ（コフレルが代替品。2011年）
  - スリム／ウッディーカラーズ（2011年）

サティスカラーズ同様のカラフルな手洗器。ベースはスリム／ウッディータイプ。
  - 手洗カウンター
- 洗面化粧台
  - システムマーベリイナ（2007年）
- クラリスII／コンポタイプ
洗面器一体型カウンタータイプ
- クラリスII／システムタイプ
前述クラリスIIのフリープランタイプ。
- システムマーベリイナ
i-ドレッサーIIとu-ドレッサーの2タイプがある。洗面器は陶器製。2007年秋に生産終了（後継品はラルージュシステムタイプ）。
- きっとあーる
洗面だけでなく、ユーティリティ用途も可能。またDIY可能なキット式。ディズニーと提携したミッキーマウスのモデルもあった。

- 洗面器
  - ロボッシュ（水石鹸・自動水栓・乾燥一体型の装置、ジェットボウルが代替品。2006年。新幹線E2系基本番台や新幹線E4系Maxの洗面所に採用されている）
- NEWグラスティバス（2007年）
- NEWグランデエセンヌシリーズ（2007年）
- アクアジェットJ（2007年）
- ルキナ（システムバス、ラ・バスが代替品。2008年）
- アクセサリー
  - 手すりウェーブシリーズ（2010年）

- 浴室
  - アライン（トステム共通製品）：CL（INAXデザインコレクション）商品
  - プレシオ（トステム共通製品）
  - ラ・バス テイスト（トステム共通製品）
  - ラ・バス（トステム共通製品、キレイユが代替）
  - ラ・バス クイックセレクション
  - グランデージ
  - j-bath・j-bath style
  - キレイユ

- 水栓金具
  - ビーフィットの一部（キッチン用、クロマーレが代替）
  - シーフィットの一部（キッチン用、ノルマーレが代替）

- キッチン
  - グランピアッセ レビラス

CL（INAXデザインコレクション）商品。2011年よりカタログ上では当商品以外のシリーズはサンウエーブブランドでの展開となり削除されていたが、本製品も取扱を終了した（同様に、トステムブランドにおいてもフランチャイズチェーン「マドリエ」向けの「ヴィートワンSK」を除く全商品の販売を終了しており、同分野ではサンウエーブブランドに事実上集約されている）。
  - グランピアッセ リュクス
  - グランピアッセ
  - イスト
  - レノ

2010年4月発売。フレームを現地で組み立てるノックダウン方式を採用しているため梱包をコンパクト化・軽量化することができ、搬入効率も高い。また、フレーム構造を採用しているため、将来のリフォーム（アップグレードやリフレッシュ）にも容易に対応する。2011年4月にシリーズ製品の「レノLX」の発売と同時に「サンウエーブ」ブランドに移行した。
  - i600

リフォーム向けに奥行きを600mmに抑えたタイプ。

- 給湯機器
  - ガス給湯機
2009年よりカタログ掲載外。リンナイよりOEM供給を受けており、INAXブランドではなくリンナイブランドのまま販売されることもあった。
    - エコジョーズ（潜熱回収型）
    - 暖房熱源付給湯器・暖房専用熱源器
    - ふろ給湯器　設置フリータイプ／浴室隣接タイプ
    - 給湯専用
    - 業務用
    - ホールインワン（バランス釜取替用）

  - 石油給湯機
以前は自社生産だったが、コロナまたは松下電器(現･パナソニック)OEM製品。2008年から総合カタログ掲載外となった。
    - ユーリニアe
    - ゆーざぶるe
    - 暖房熱源